# B (bozon cechowania)
Bozon B, beton - cząstka elementarna postulowana przez teorię oddziaływań elektrosłabych.
Bozon B jest bozonem cechowania, ma spin 1 i jest singletem transformacji izospinu (nie przenosi ładunku izospinu). Przenosi natomiast słaby hiperładunek.
Grupą cechowania oddziaływania elektrosłabego jest SU(2)×U(1). Bozon B jest generatorem podgrupy U(1), natomiast dla podgrupy SU(2) generatorami są 3 bozony W.

## Masa i symetria
Według teorii oddziaływań elektrosłabych, w pierwotnym Wszechświecie bozon B był bezmasowy i istniała symetria pomiędzy oddziaływaniem elektromagnetycznym a słabym. Przy odpowiednio niskiej temperaturze (czyli np. w obecnym Wszechświecie) symetria ta została złamana przez oddziaływanie bozonu B (a także bozonów W) z polem Higgsa. Jednak charakter tego oddziaływania sprawia, że bozon B nie jest stanem własnym masy. Cząstki, które są stanami własnymi masy, to foton i bozon Z, obie będące odpowiednimi superpozycjami bozonu B oraz neutralnego bozonu W. Dlatego bozonu B nie da się zarejestrować jako zwykłej cząstki, zamiast tego przy próbie jego rejestracji z pewnym prawdopodobieństwem zaobserwujemy foton a z pewnym bozon Z.